# 1952年ヘルシンキオリンピックのソビエト連邦選手団
1952年ヘルシンキオリンピックのソビエト連邦選手団（1952ねんヘルシンキオリンピックのソビエトれんぽうせんしゅだん）は、1952年7月19日から8月3日にかけてフィンランドの首都ヘルシンキで開催された1952年ヘルシンキオリンピックのソビエト連邦選手団、およびその競技結果。

## 概要
今大会は金メダル22個、銀メダル30個、銅メダル19個の合計71個のメダルを獲得した。

## メダル
| メダル | 選手名                                                                        | 競技 | 種目             |
| ------ | ----------------------------------------------------------------------------- | ---- | ---------------- |
| 金     | ガリナ・ジビナ                                                                | 陸上 | 女子砲丸投       |
| 金     | ニーナ・ロマシェコワ                                                          | 陸上 | 女子円盤投       |
| 銀     | ユーリ・リトゥエフ                                                            | 陸上 | 男子400mハードル |
| 銀     | ウラジミール・カザンツェフ                                                    | 陸上 | 男子3000m障害    |
| 銀     | ボリス・トカレフ レヴァン・カリャエフ レヴァン・サナゼ ウラジミール・スハレフ | 陸上 | 男子4×100mリレー |
| 銀     | レオニード・シチェルバコフ                                                    | 陸上 | 男子三段跳       |
| 銀     | マリア・ゴルブニチャヤ                                                        | 陸上 | 女子80mハードル  |
| 銀     | アレクサンドラ・チュジナ                                                      | 陸上 | 女子走幅跳       |
| 銀     | エリザベータ・バグリアンツェワ                                                | 陸上 | 女子円盤投       |
| 銀     | アレクサンドラ・チュジナ                                                      | 陸上 | 女子やり投       |
| 銅     | アレクサンドル・アヌフリエフ                                                  | 陸上 | 男子10000m       |
| 銅     | ブルーノ・ユンク                                                              | 陸上 | 男子10km競歩     |
| 銅     | ナデジダ・フニキナ                                                            | 陸上 | 女子200m         |
| 銅     | アレクサンドラ・チュジナ                                                      | 陸上 | 女子走高跳       |
| 銅     | クラウディア・トチェノーワ                                                    | 陸上 | 女子砲丸投       |
| 銅     | ニーナ・ドゥンバゼ                                                            | 陸上 | 女子円盤投       |
| 銅     | エレーナ・ゴルチャコワ                                                        | 陸上 | 女子やり投       |